# Портрет доктора Феликса Рея
«Портрет доктора Феликса Рея» — картина Винсента ван Гога, написанная в 1889 году.
На картине изображён Феликс Рей, практикант в больнице Арля, где содержался Ван Гог. Доктор Рей помогал художнику во время приступов, и в благодарность ван Гог написал этот портрет, который, по свидетельству современников, получился очень похожим. Винсент ван Гог смог передать основные черты доктора — физическую крепость и уверенность в себе. Однако Феликс Рей был равнодушен к искусству и спрятал подаренную ему картину на чердаке. Потом она прикрывала дыру в курятнике. Лишь в 1900 году художник Шарль Камоэн, оказавшись в Арле, обнаружил этот портрет во дворе доктора Рея.
До 1918 года портрет находился в собрании С. И. Щукина в Москве, потом в Государственном музее нового западного искусства, а с 1948 года и по сей день находится в Музее имени Пушкина в Москве.
Об истории создания портрета существует одноимённая пьеса.